# Le Hanouard
Le Hanouard è un comune francese di 238 abitanti situato nel dipartimento della Senna Marittima nella regione della Normandia.

## Società

### Evoluzione demografica
Abitanti censiti